# Infernum
Gli Infernum sono un gruppo black metal fondato nel 1992 a Breslavia, in Polonia da Anextiomarus (Grzegorz Jurgielewicz) e Tom Balrog i quali suonavano già negli Oppressor, oggi Baphomets Throne.

## Storia del gruppo
Gli Infernum si formarono nel 1992, un anno dopo uscì il loro primo demo intitolato The Dawn Will Never Come e, dopo pochi mesi, il secondo: Damned Majesty con Rob Darken dei Graveland come tastierista session. Nel 1993-94 il batterista Tom Barlog venne rimpiazzato da "Capricornus", nel 1994, con un nuovo assetto, il gruppo pubblicò il debut album Taur-Nu-Fuin; in seguito, in occasione dei problemi mentali di Jurgielewicz, l'attività musicale venne temporaneamente sospesa.
Nell'inverno 2002 gli Infernum tornarono a suonare con una nuova formazione: "Charon", "Necromanticus", "Wolf aka Bael V.B" ed "Exterminus". Nel 2004, il chitarrista Karcharoth si suicidò. In un'intervista del 2005, Rob Darken rivelò che soffriva di schizofrenia.
Nell'ottobre del 2005 il gruppo firmò un nuovo contratto con l'etichetta discografica Sound Riot Records, e un anno dopo uscì il secondo album Farewell. In seguito, Tom Balrog si unì ad un altro gruppo con lo stesso nome che era stato fondato da Karcharoth nel 2002: quest'ultimo gruppo pubblicò un solo album in studio, The Curse.

## Discografia

### Album in studio
- 1994 - ...Taur-Nu-Fuin...
- 2005 - Farewell
- 2006 - The Curse

### Demo
- 1993 - The Dawn Will Never Come
- 1993 - Damned Majesty

## Membri

### Membri attuali
- Exterminus - tastiere, chitarra, voce
- Wolf aka Bael V.B. Baphomets Throne - basso, chitarra, voce
- Tom Balrog - batteria

### Ex componenti
- Anextiomarus (Grzegorz Jurgielewicz), altresì conosciuto come "Karcharoth" - voce, chitarra (1992-2004)
- Necromanticus - chitarra (2002-2009)
- Charon - batteria 2002-2009)
- Rob Darken - tastiere (session) (1993-1996)
- Capricornus (Maciej Dąbrowski) - batteria (1994-1996)